# L'Isle-sur-le-Doubs
L'Isle-sur-le-Doubs är en kommun i departementet Doubs i regionen Bourgogne-Franche-Comté i östra Frankrike. Kommunen ligger i kantonen L'Isle-sur-le-Doubs som tillhör arrondissementet Montbéliard. År 2022 hade L'Isle-sur-le-Doubs 2 812 invånare.

## Befolkningsutveckling
Antalet invånare i kommunen L'Isle-sur-le-Doubs
Referens:INSEE